# 渔父
漁父是收录在或称《南方歌》的《楚辞》中的一部短作品，传统上被认为是屈原所作，但近人胡適、陸侃如、游國恩等則主張為後人所作，認為當中「屈原既放」之開題語證明漁父為旁人之記載。
文章中，屈原代表一個激進派儒家士大夫的形象，與持道家理念的“渔父”展開激烈的論辯，漁父是屈原生命中一场意外的传记或伪传记报告，主体为散文，但也含有一首短诗滄浪歌，在中国古典文学中广为流传。
此外，“渔父”代表一个共同的主题。例如《庄子》第31章学者孔子与渔父的相遇，也有很多类似的道教比喻。漁父歌本身也在《孟子》中原样出现，但是以儿童而非老渔父之口说出。

## 改編作品
高中經典文化教材是2010年時由臺灣建國中學學生將《漁父》改編而成的動畫，內容除描述屈原與漁父對談外，也結合街頭強迫推銷之情節。2021年5月時此影片於Youtube上之點擊率將近312萬次。

### 引用
1. ↑  黃寶童; 羅珮瑜. . 中天新聞台. 2011-01-03  [2020-09-10]. （原始内容存档于2021-05-22） （中文（臺灣））.
2. ↑  深海大花枝. . 東森新聞雲. 2019-06-07  [2021-05-22]. （原始内容存档于2021-05-22） （中文（臺灣））.
3. ↑  即時新聞. . 自由時報電子報. 2021-05-13  [2021-05-22]. （原始内容存档于2021-05-13） （中文（臺灣））.

## 外部連結
- 维基文库中的相關文獻：漁父